# Cherry Tree (Oklahoma)
Cherry Tree – jednostka osadnicza w Stanach Zjednoczonych, w stanie Oklahoma, w hrabstwie Adair.